# Labin
La ciudad de Labin o Albona es una ciudad de Istria, Croacia. 

## República de Albona
Fue ocupada por los italianos en la Primera Guerra Mundial y anexionada a Italia en virtud del Tratado de Rapallo de 12 de noviembre de 1920. El 2 de marzo de 1921 los mineros de la ciudad se declararon en huelga y proclamaron la República de Albona, con un programa socialista y con profusión de banderas rojas. El ejército italiano tomó la ciudad el 8 de abril de 1921 y los líderes fueron juzgados en Pola pero fueron absueltos.

## Referencias

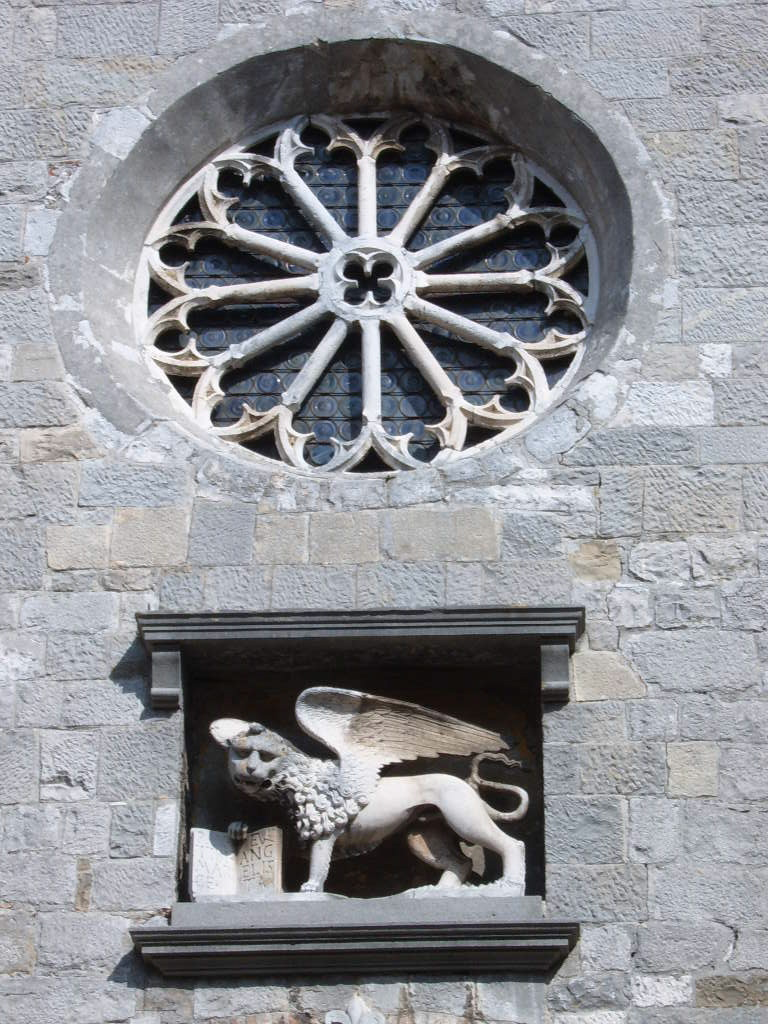
Fachada de la iglesia.